# Nolan Sotillo
Nolan Sotillo (West Palm Beach, 7 ottobre 1994) è un attore, cantautore e polistrumentista statunitense.
Originario di West Palm Beach, in Florida, ha completato gli studi superiori in anticipo e si è trasferito a Los Angeles per intraprendere la carriera di attore.
Ha fatto parte di un gruppo musicale adolescenziale chiamato Invasion, che includeva Mathias Anderle, Kenton Duty, John Lindahl e Nick Dean, prima di diventare noto per il ruolo di Lucas in Prom - Ballo di fine anno e per aver interpretato la canzone "We could be anything", prendendo parte anche al relativo video musicale.

## Carriera
Nolan Sotillo ha recitato nel film Prom - Ballo di fine anno e nella web serie Corey and Lucas for the Win, entrambe produzioni Disney. Nel 2012 ha fatto parte del cast di Madison High  interpretando il ruolo di Colby Baker nell’episodio pilota della serie che, tuttavia, non è andata mai in onda. Dal 2014 interpreta il ruolo di Jordi Palacios nella serie tv Red Band Society, ispirata alla fiction catalana Polseres Vermelles, dalla quale è stata tratta la serie TV italiana Braccialetti rossi.
In un'intervista nel marzo 2011 rilasciata per Teen.com, Sotillo ha rivelato di ammirare l'attrice, cantante e ballerina Victoria Justice e di essere un fan di Selena Gomez, oltre che di serie TV come Hannah Montana e The Vampire Diaries.

## Filmografia
| Programma                   | Ruolo          | Anno        | Film/Serie TV |
| --------------------------- | -------------- | ----------- | ------------- |
| Lucas and Corey for the win | Lucas          | 2011        | Web serie     |
| Prom                        | Lucas Arnez    | 2011        | Film          |
| Madison High                | Colby Baker    | 2012        | Serie TV      |
| Red Band Society            | Jordi Palacios | 2014 - 2015 | Serie TV      |